# Art d'Amarna

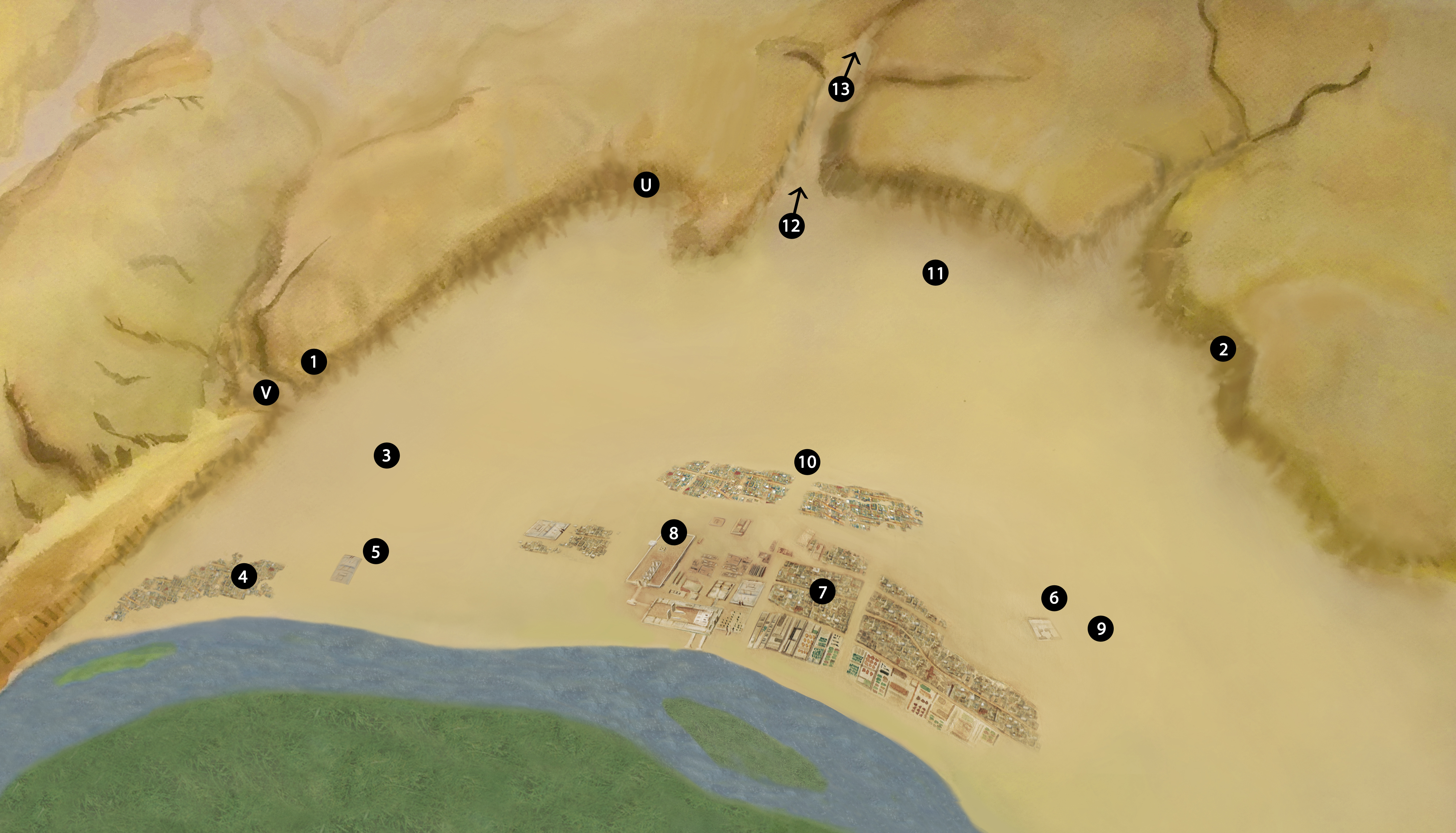
Recreació de la ciutat d'Amarna a vista d'ocell com hauria estat cap al 1340 a.C

L'art d'Amarna és un estil revolucionari de l'art egipci creat pel faraó Amenhotep IV (o Amenofis IV), pertanyent a la dinastia XVIII i que va adoptar el nom d'Akhenaton durant el seu regnat.
Es caracteritza per ser un art delicat on abunden plantes, flors i ocells, així com escenes de gènere semblant a l'«art naturalista». També per la representació bastant realista de personatges, amb èmfasi en els gestos i línies corbes, fins i tot pel que fa a la família reial (mentre que l'art tradicional era bastant idealista).
El nom «Amarna» es refereix a les ruïnes de l'antiga ciutat egípcia d'Akhetaton (Horitzó d'Aton), que avui és coneguda com Al-Amārna. Aquesta ciutat va ser fundada pel faraó Akhenaton amb la finalitat d'establir una nova capital amb els llocs de culte de la seva pròpia «religió de la llum», amb un únic déu que era el déu Aton. La ciutat va ser construïda en tres anys i va ser poblada l'any 1343 aC.
La concepció religiosa d'Akhenaton va tenir repercussions no només sobre la religió en el sentit estricte, sinó en tots els àmbits de la vida egípcia. Així que els vells tabús van caure, no hi havia raó per ser censurat i va iniciar un trencament amb els segles de tradició. Les noves normes van ser dictades, gairebé amb tota seguretat, pel rei en persona. En la seva tomba, l'escultor de la cort Bak es va autoproclamar «estudiant» del mateix monarca.
Aquest art, però, va resultar efímer. En el moment que va morir el seu fill Tutankamon, el Període d'Amarna no només va arribar a la seva fi, sinó que es van restaurar les creences tradicionals i les pràctiques religioses del poble egipci. Els sacerdots dels cultes antics van eliminar aquestes representacions i escultures amb l'objectiu d'esborrar la memòria d'Akhenaton. També es va abandonar i desmantellar la ciutat.
A principis del segle xx, es van realitzar excavacions amb gran èxit, sota la direcció de Ludwig Borchardt i els descobriments van ser compartits entre El Caire i Berlín.

## Arquitectura

### Arquitectura religiosa

Plànol del temple Gem-pa-Aton

L'arquitectura dels temples del període d'Amarna és diferent dels períodes anteriors i posteriors, ja que no van seguir el disseny tradicional egipci. No tenien portes de tancament i eren més petits, amb grans patis oberts al Sol i santuaris amb un gran nombre d'altars.
En els seus primers anys de regnat, Akhenaton va governar des de Tebes i va construir un temple al seu déu Aton, al costat del temple d'Amon a Karnak. El temple, anomenat Gem-pa-Aton (reunió amb Aton), mesurava 130x200 metres, i es va orientar cap a l'est. La casa de culte es compon d'un llarg pati obert envoltat de pòrtics i adornat amb estàtues del faraó d'uns 5 metres. El temple va ser demolit pels successors d'Akhetaton i actualment només es conserva algunes ruïnes i petits blocs de pedra calcària i talatats, decorades amb relleus pintats.
En el cinquè any del seu regnat, Akhenaton va abandonar Tebes per fundar una nova capital: Akhetaton (Horitzó d'Aton), actualment Tell el-Amarna. Amb aquesta acció el faraó va tractar de frenar el poder dels sacerdots d'Amon. 
A la nova capital s'erigeixen dos santuaris importants dedicats a l'adoració del disc solar: el Gran Temple d'Aton o Per-Aton (Casa d'Aton) de 290x760 metres, i el Petit Temple d'Aton o Pa-hut-Aton (temple d'Aton) de 108x109 metres. Els dos temples es componen d'una successió de pilars d'entrada i de patis a l'aire lliure amb nombrosos altars.

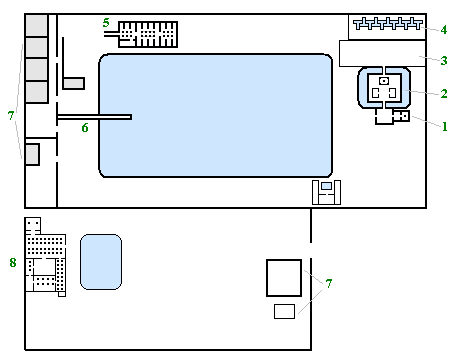
Plànol del temple Maru-Aton

A 3 km al sud de la ciutat, es troba el temple de Maru-Aton o Pa-maru-en-pa-aten (el Palau Mirador d'Aton), que va ser construït per dedicar-lo a la seva esposa Kiya, però al morir ella, les seves imatges van ser modificades per a representar a la seva filla Meritaton. Aquest temple està format per dos edificacions bessones envoltades per murs fortificats i al seu interior havien llacs sagrats i jardins amb arbres, amb camins empedrats. Actualment només es conserva una illa artificial de forma quadrada, una estructura amb columnes i el paviment que els envoltava i que estava decorada amb dibuixos d'objectes naturals. Bona part d'aquest paviment es troba en el Museu i Galeria d'Art Bolton, en el Regne Unit.
La ciutat d'Akhetaton i el culte a Atón ser abandonats poc després de la mort del faraó i la nova capital va ser destruïda pels faraons de la dinastia XIX. No són molts els edificis d'aquesta època que han sobreviscut als estralls dels reis posteriors, en part, ja que van ser construïts amb blocs de pedra de mida estàndard coneguts com a talatat, que eren molt fàcils de treure i de tornar a utilitzar. En les últimes dècades, el treball de reconstrucció en edificis posteriors han revelat gran nombre d'aquests blocs que van ser reutilitzats, amb les parts tallades originals voltes cap a dins.

### Arquitectura funerària reial

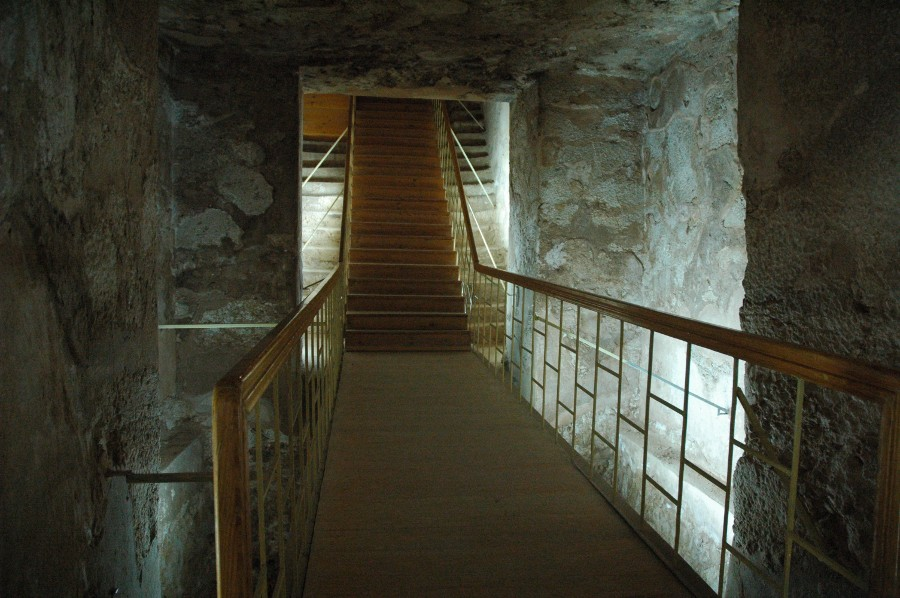
Escala i passadís d'entrada a la tomba d'Akhenaton

La tomba d'Akhenaton i de la seva família es troba a les muntanyes a l'est de la ciutat d'Akhetaton, en un canyó i excavada a la roca (hipogeu). La primera notícia del descobriment d'aquesta tomba es remunta a l'any 1891. La tomba es diferencia de les tombes reials fins ara realitzats en la necròpolis tebana (la Vall dels Reis) per la seva linealitat. De fet, els hipogeus anteriors al període d'Amarna van seguir un progrés curvilíni i descendent. Un segon element innovador de la tomba d'Amarna és que es va donar sepultura a tota la família reial, a diferència de l'hipogeu tradicional que només es donava sepultura a una única figura, que podia ser el faraó o la seva dona.
La tomba, encara que sembla inacabada, és de mida considerable. Des de l'entrada baixa una escala de 20 esglaons, a la part central de la qual hi ha una rampa preparada pel descens dels taüts i que condueix a un passadís de 21,80 metres de llarg i 3 metres d'altura. Al final del passadís parteix una segona escala de 17 esglaons que condueixen a un pou de protecció de 3,50 metres de profunditat. Al final del pou es troba la sala del sarcòfag de 10x10 metres, que presenta al costat esquerre una plataforma de planta quadrada elevada per dos pilars i al costat dret una obertura que condueix a una petita habitació sense acabar.

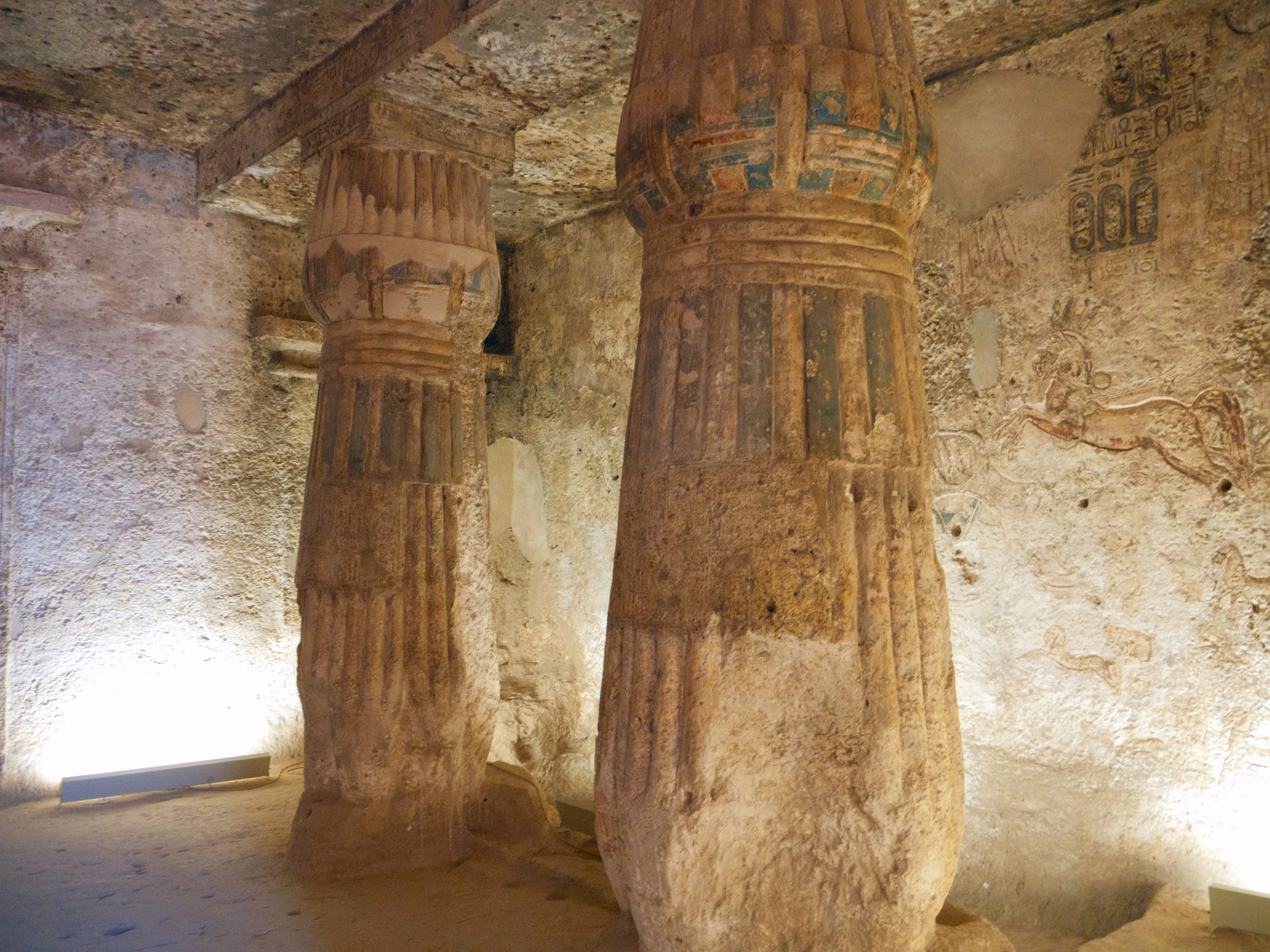
Interior de la tomba

A mig camí del passadís s'obre l'entrada d'un segon corredor que condueix a una sèrie d'habitacions, una de les quals té la forma anormal de la quarta part d'un cercle. Aquests llocs van ser probablement destinats per l'enterrament de la reina Nefertiti. També aquesta secció de la tomba està sense acabar.
Poc després d'entrar en els locals destinats a la reina, entre el passadís i la segona escala, hi ha una segona entrada que s'obre a una sèrie de tres habitacions. Es tractava de la sepultura del segon fill d'Akhenaton i Nefertiti, Maketaton, que va morir molt jove com ho demostra el descobriment de fragments del seu sarcòfag i relleus que adornen la cambra funerària. El saló principal de la tomba hi han traces d'altres entrades que no es van arribar a construir i que probablement formaven part del projecte de la construcció de les cambres funeràries dels altres fills de la parella reial.
El caràcter incomplet de la tomba, l'escassa presència de relleus i la manca d'evidència arqueològica dels béns funeraris, han portat a creure que l'abandonament de la tomba es va produir poc després de la mort de Maketaton.  Si això es confirmés, significaria que les tombes d'Akhenaton i Nefertiti encara estan amagades a l'interior del canyó. El debat segueix obert entre els historiadors.

### Arquitectura funerària privada

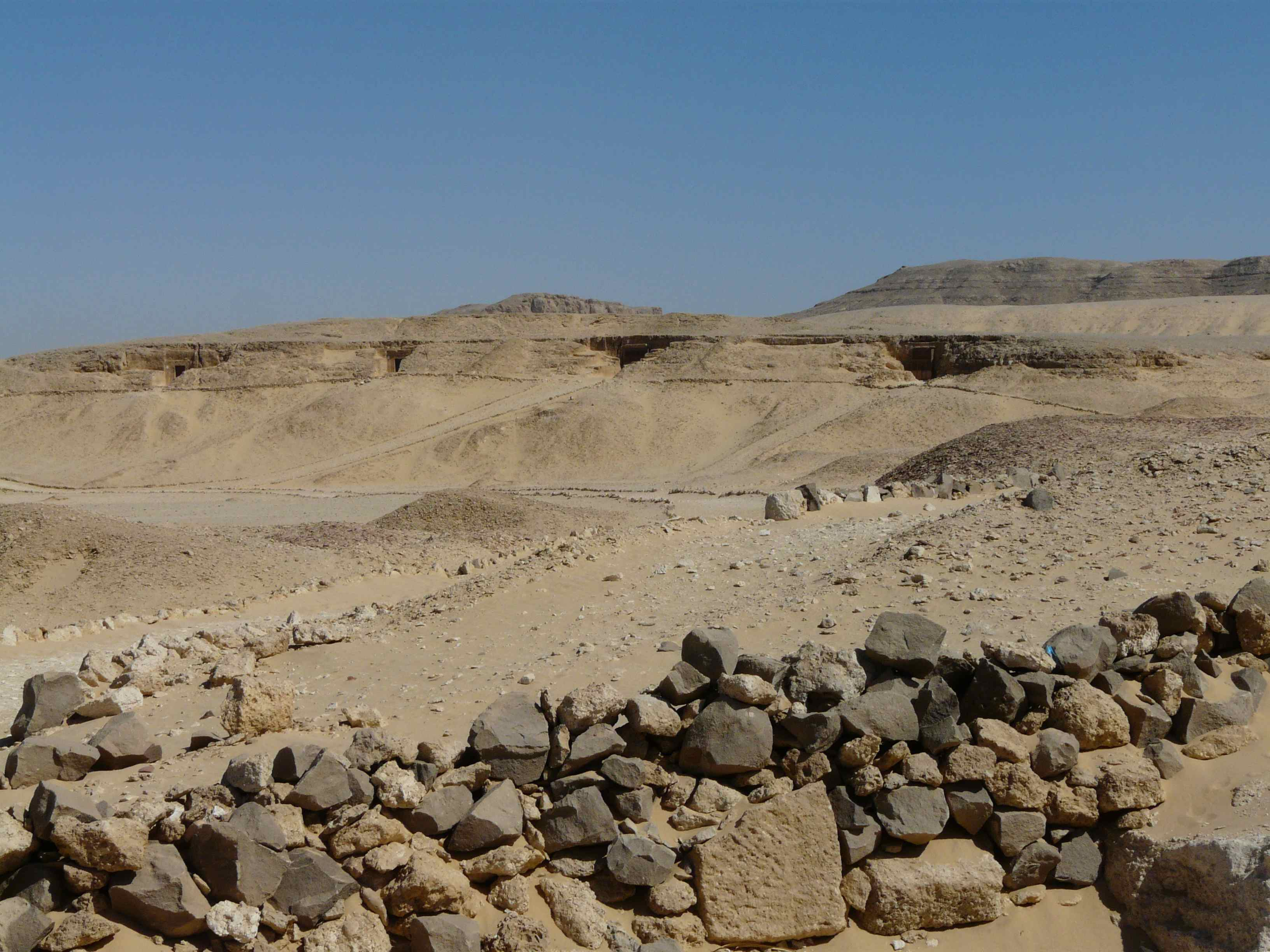
Accés a les tombes del Grup Sud

Els enterraments d'individus, dignataris i notables, es col·loquen al llarg dels vessants del canyó que condueix al veritable hipogeu. La disposició d'ambdós costats de la ruta es divideix en Grup Nord i Grup Sud. De totes aquestes tombes, la més rellevant és la tomba d'Huya.
La seva tipologia és semblant a la de les tombes de la necròpolis tebana: llarg passadís, sala transversal, pou de protecció i la cambra funerària amb una estàtua del difunt. La majoria d'aquestes tombes, que van començar en el sisè any després del trasllat de la capital, estan sense acabar i en molt poques estan allotjades les restes mortals dels seus propietaris.
La decoració d'aquestes tombes és molt diferent d'èpoques anteriors. Aquestes tombes no compten amb cap escena funerària o agrícola, ni inclouen a l'ocupant de tomba llevat que ell o ella es representi amb un membre de la família reial. Hi ha una absència de déus i deesses, excepte Aton. No obstant això, Aton no brilla seus rajos sobre el propietari de la tomba, només ho fa als membres de la família reial. No hi ha ni una menció d'Osiris ni altres figures funeràries. Tampoc hi ha esment d'un viatge per l'inframón. En el seu lloc, estan presents extractes de l'Himne a Aton.

## Escultura i relleu

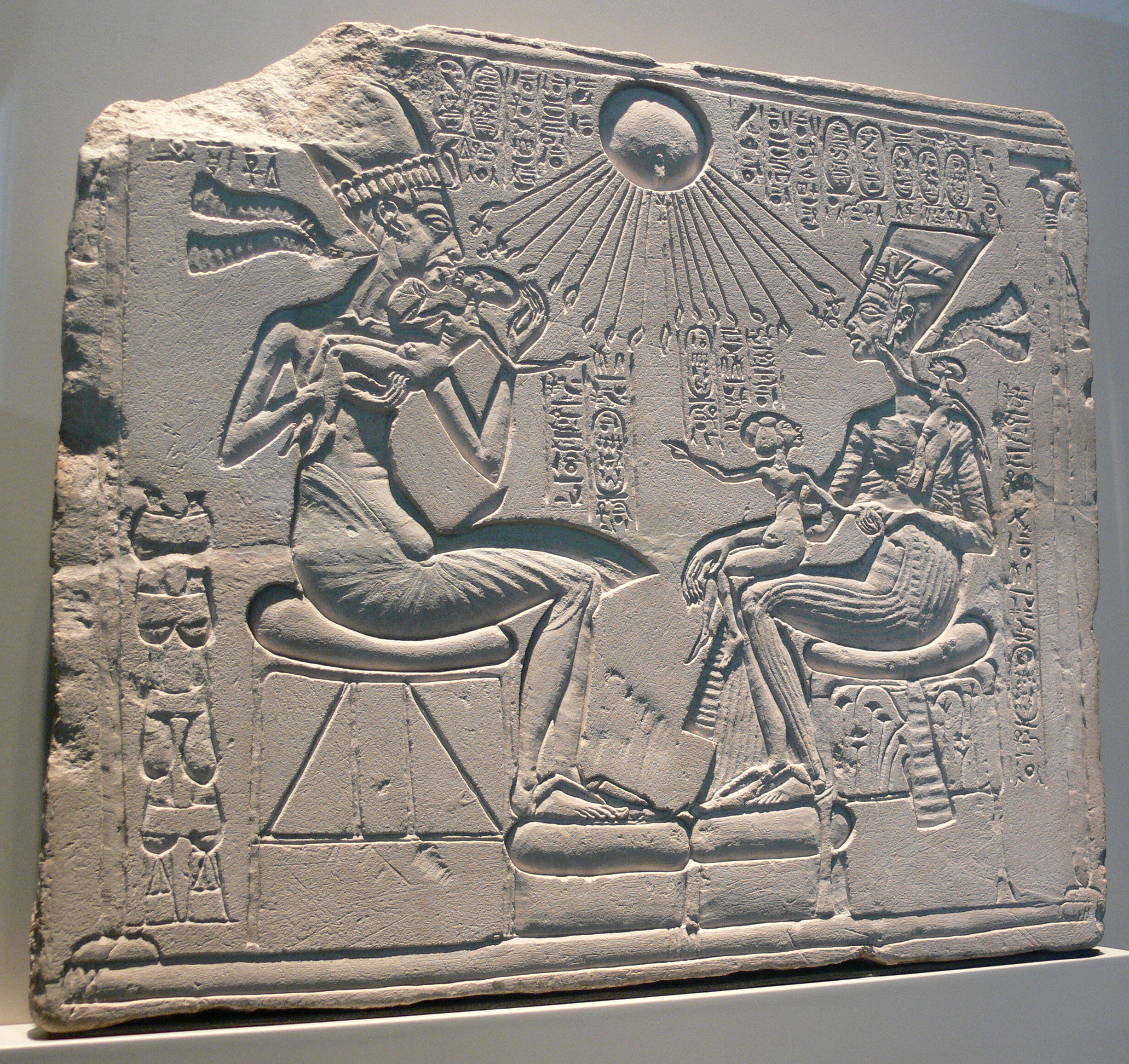
Relleu amb Akhenaton, Nefertiti i els seus fills. Museu Egipci de Berlín.

Abans i després d'aquest breu període en la llarga història de l'Egipte faraònic, les estàtues i els relleus estaven subjectes principalment a cànons del tipus propagandístic, polític i religiós. La representació del rei era més que una representació de les característiques reals de la persona; la declaració dels missatges precisos havien de ser percebuts pels observadors. El costum de posar estàtues del rei en les fronteres del país també era una advertència a qualsevol ambició d'agressió a l'estat. És per això que les figures en actitud seriosa, cara de caràcter fort i sense expressió, amb grans orelles (per simbolitzar la capacitat d'estar sempre present a tot arreu) i amb musculatura voluminosa prominent, estaven col·locades en els pilars dels temples, amb el rei sempre representat en l'acte de colpejar amb una vara als seus enemics.

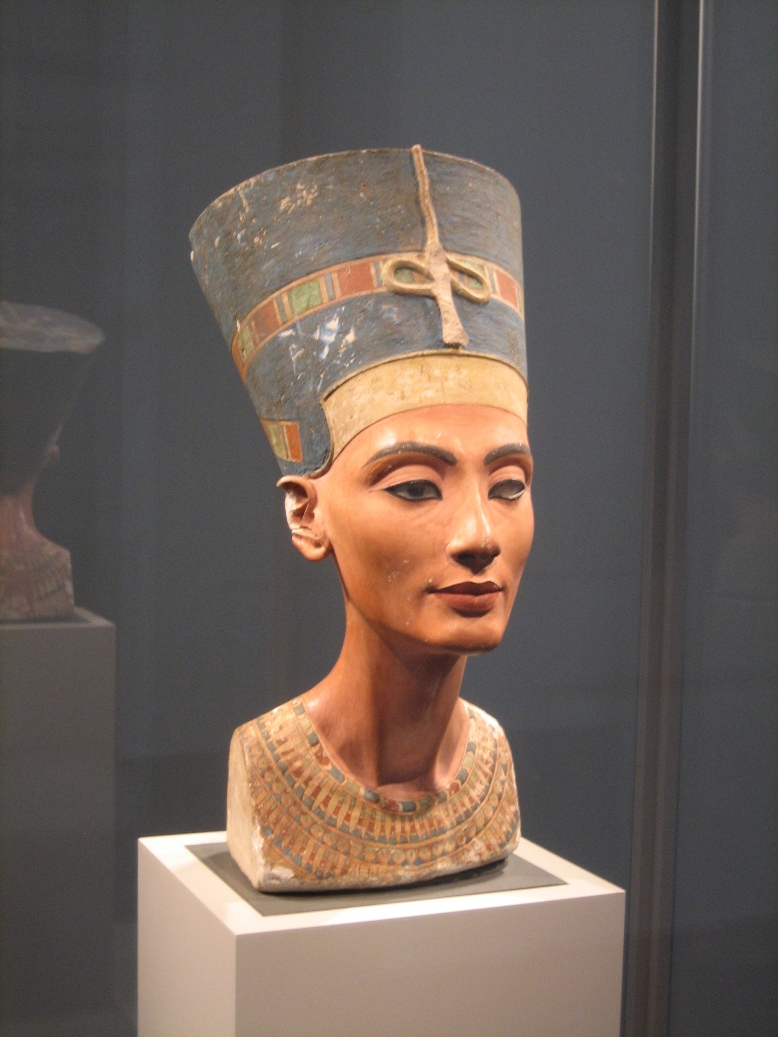
Bust de Nefertiti. Museu Egipci de Berlín.

L'art d'Amarna és exactament el contrari: va a un realisme sovint exagerat, fregant la caricatura. Les imatges precedents perfectament estàtiques es contraposen amb les imatges amb vida i d'escenes familiars. Un relleu d'Amarna mostra a Akhenaton i a Nefertiti asseguts en dos trons, un davant l'altre; tots dos tenen les seves filles als genolls en una escena familiar de realisme poc comú per al període històric. Una altra estàtua, no completada i que sembla un esbós, representa al rei (reconeixible per la corona) donant un petó a una figura que sosté en els seus genolls, potser una de les filles. En una làpida, probablement la de la seva filla Maketaton, es pot detectar altres detalls impensables: la figura de la reina és més alta que la del rei, i els dos, en clara actitud de dolor, es pot veure que el rei agafa el canell a Nefertiti cercant consol.
Però els cànons Amarna, arriben a la vora de la caricatura. Els colossos del faraó Akhenaton que adornaven el temple d'Aton, no són l'exemple clàssic: ulls ametllats, un allargament i estrenyiment del coll i el cap, llavis carnosos, cara llarga amb un barbeta prominent, espatlles i malucs estrets, pelvis gran, gairebé femenins. En una d'aquestes estàtues representava el rei està nu i asexual; molt s'ha debatut sobre el significat d'aquesta declaració i una hipòtesi interpreta aquesta l'asexualitat com una mutilació que va ser víctima Akhenaton, mentre que una altra hipòtesi suggereix que l'artista hauria representat al sobirà en la seva doble essència home-dona, com a pare i mare de la seva terra.
La forma del crani inusualment allargat d'ús freqüent en representació de la família reial pot ser una exageració d'un tret hereditari de la família reial d'Amarna, ja que la mòmia de Tutankamon, el fill d'Akhenaton, té un crani de forma similar, encara que no tan allargada com en l'art típic d'estil Amarna.
Fins i tot l'esposa reial, la bella Nefertiti, no és immune a la nova concepció artística. En ella, però, té accentuada una càrrega eròtica que emana en totes les seves representacions. La roba, finament prisada, s'adhereix i ressalta les formes que s'accentuen en les parts més representatives de la seva feminitat: la cintura prima, malucs arrodonits, el pubis emfatitzar; inclús l'esbós simple d'una estàtua trobada al taller de l'escultor Tuthmosis emana un munt de sensualitat com mai abans s'ha vist ni igualat en l'art egipci, que aconsegueix el seu punt culminant en el famós bust de la reina descobert en lel taller del mateix escultor a Amarna i que actualment es troba al Museu Egipci de Berlín.
El realisme que distingeix l'art d'Amarna també té un valor cronològic i històric precís, ja que van ser capaç de datar els esdeveniments relatius al regnat d'Akhenaton. Gràcies al nombre de filles representats en els relleus o estàtues se sap que el faraó va tenir un total de sis filles amb Nefertiti. També es te coneixement de la mort de les seves filles, o de l'existència de la reina secundària Kiya, que revelen fets importants en la història d'Egipte, però sobretot en la història de l'arqueologia.

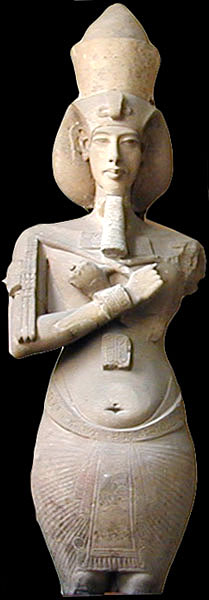
Estàtua d'Akhenaton. Museu Egipci de El Cairo.
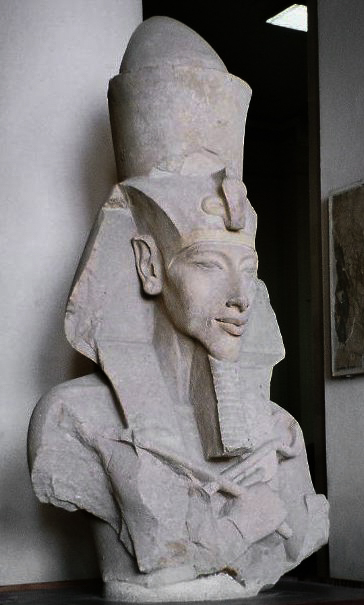
Bust d'Akhenaton. Museu Egipci de El Caire.
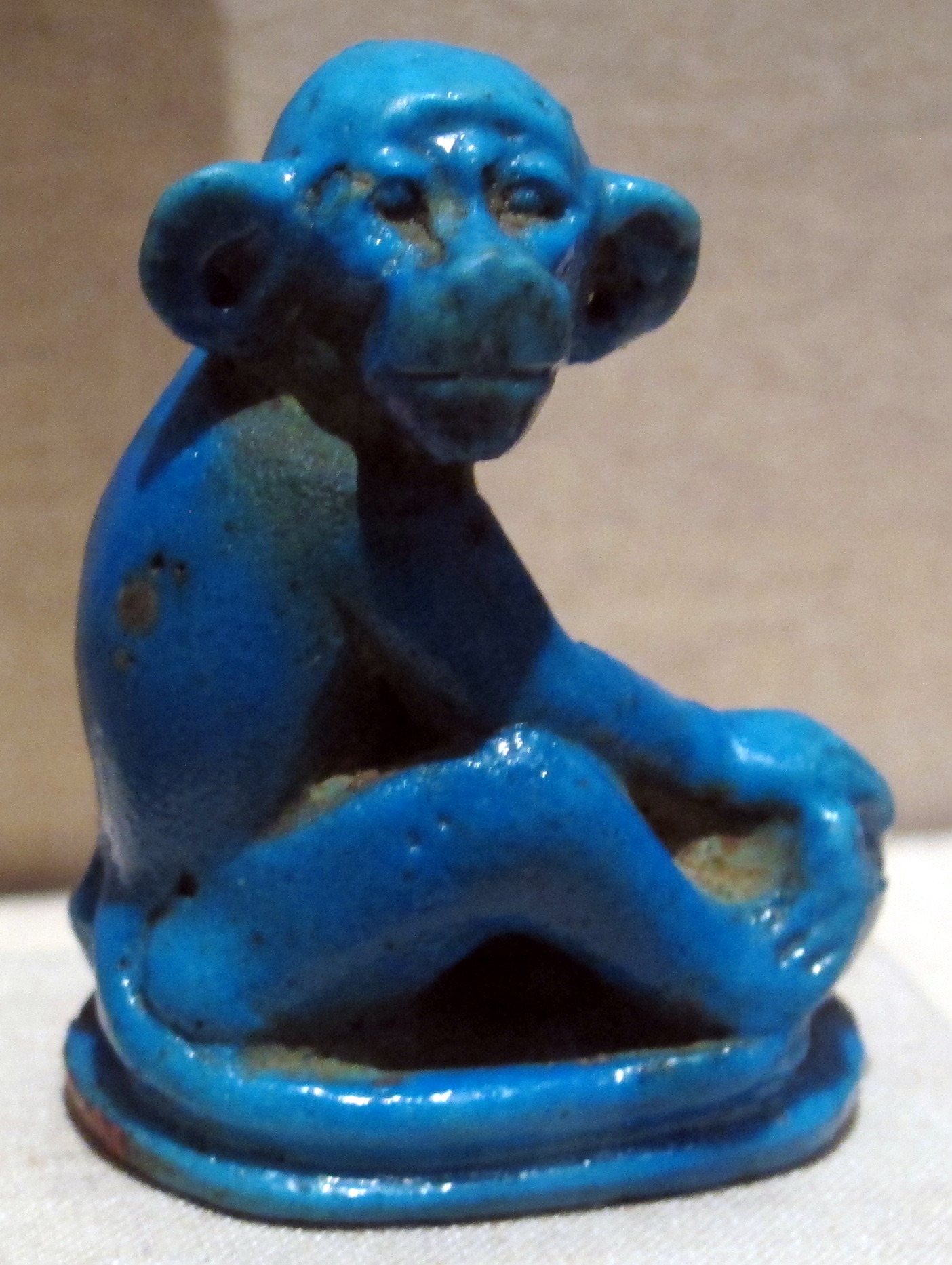
Mico blau. Museu de Brooklyn.
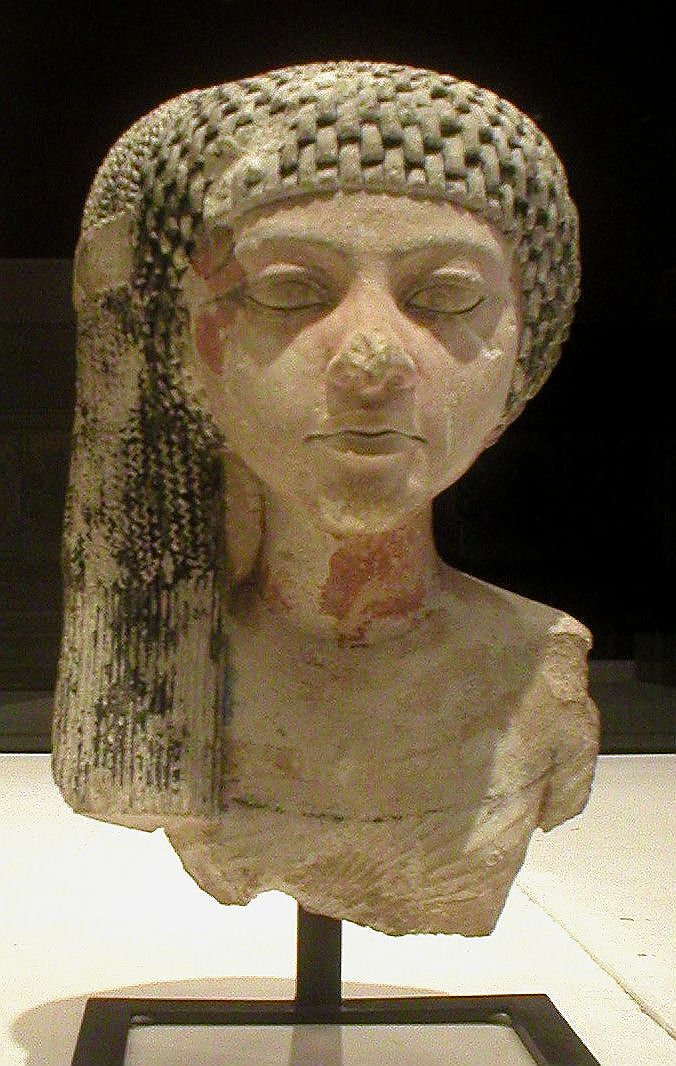
Una filla d'Akhenaton. Museu del Louvre.
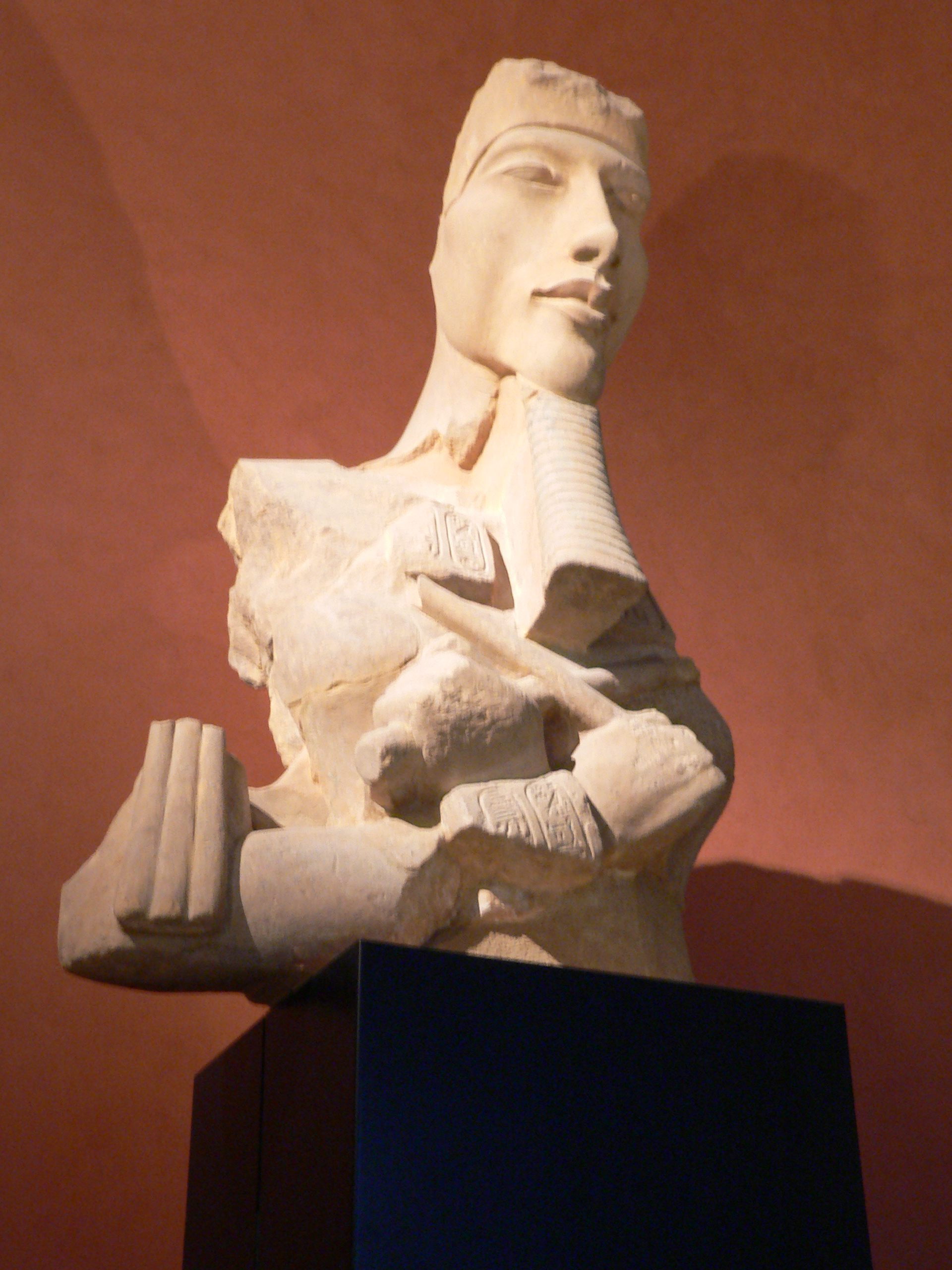
Bust d'Akhenaton.
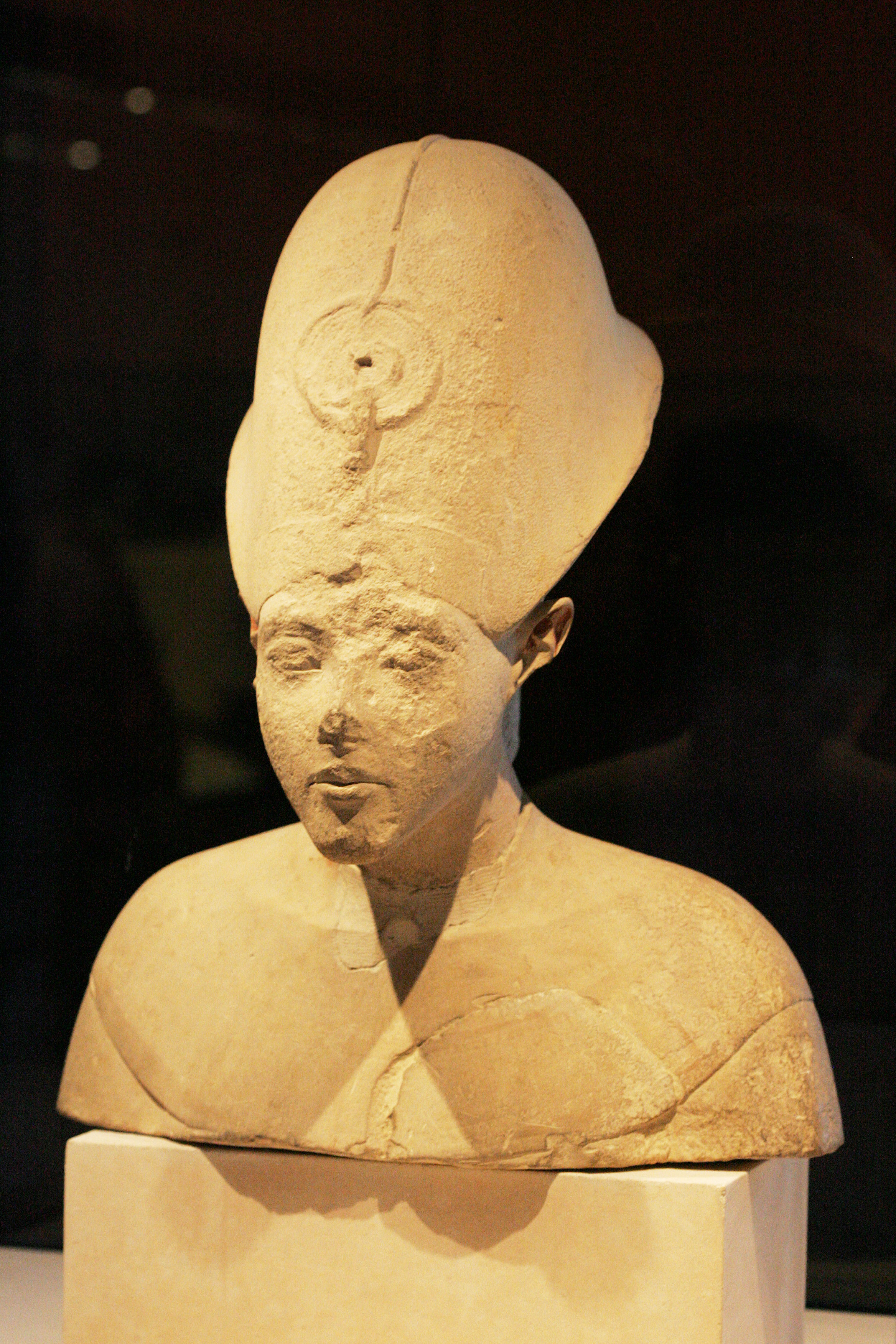
Akhenaton.
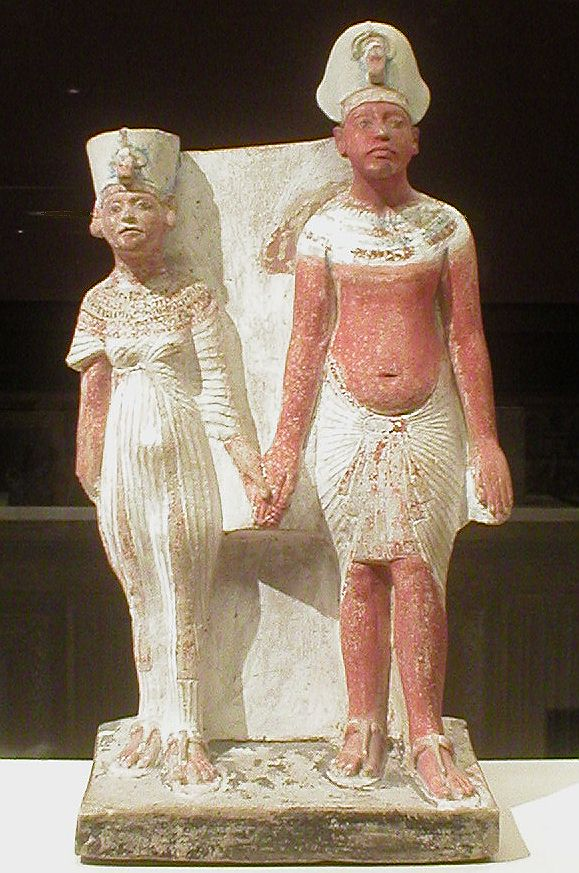
Akhenaton i Nefertiti.
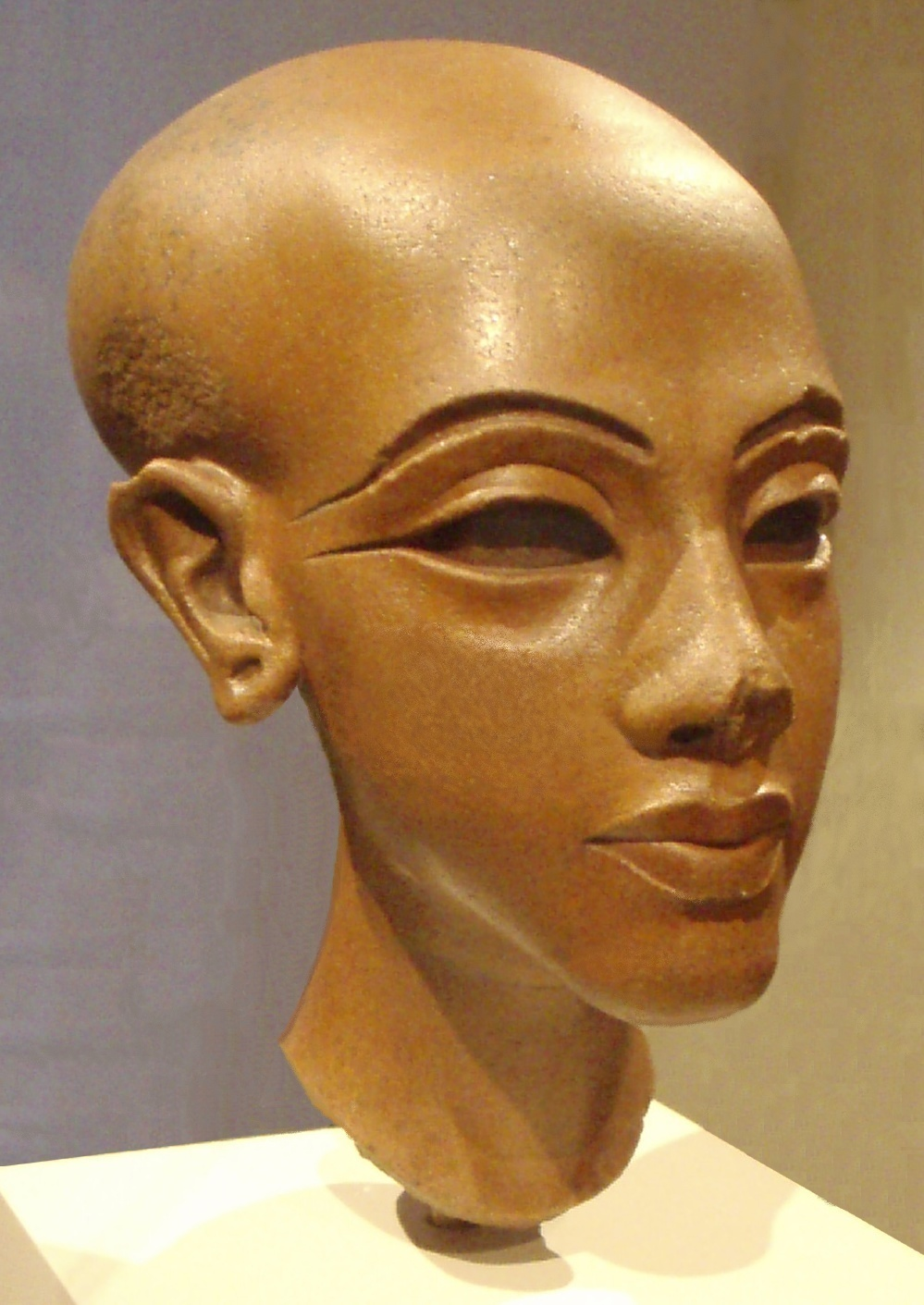
Cap inacabat en quarsita d'una princesa d'Amarna.
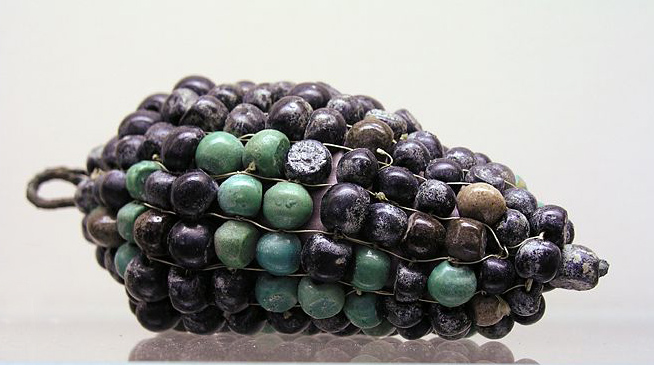
Raïms de bronze i vidre.
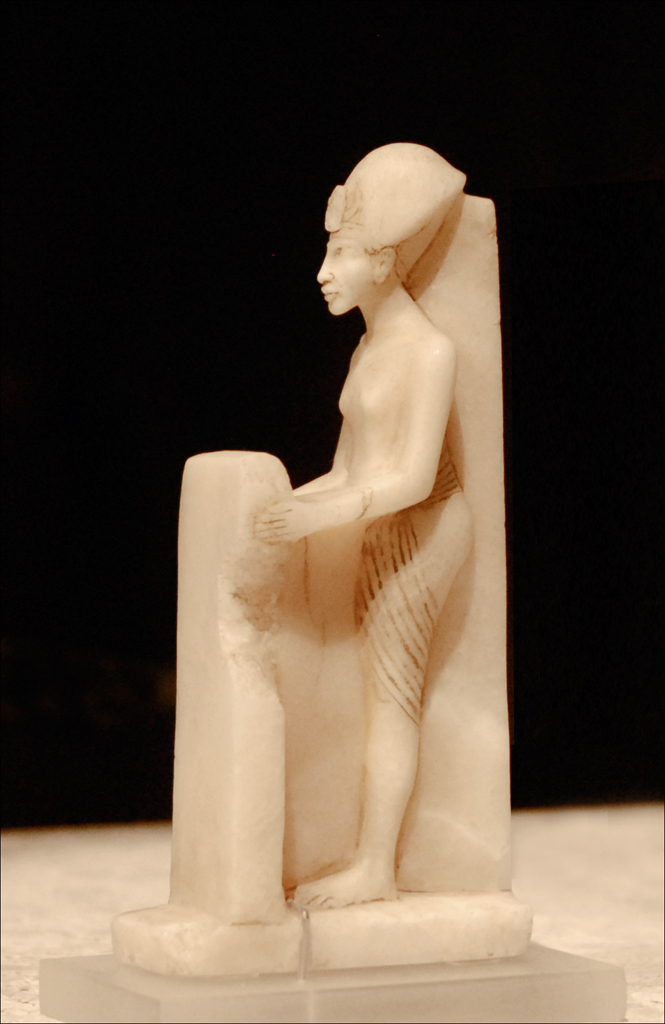
Akhenaton amb una estala sense inscripcions. Neues Museum.
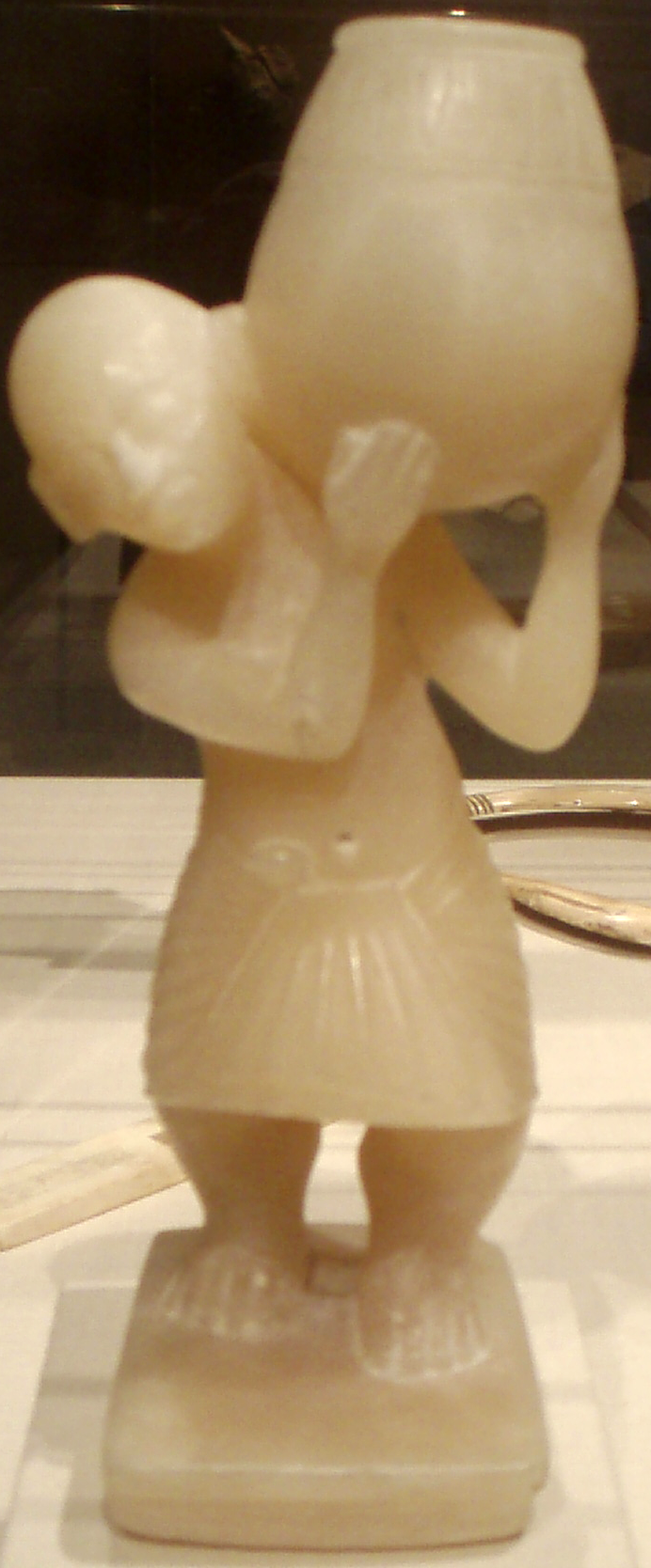
Pot cosmètic en forma d'un nan
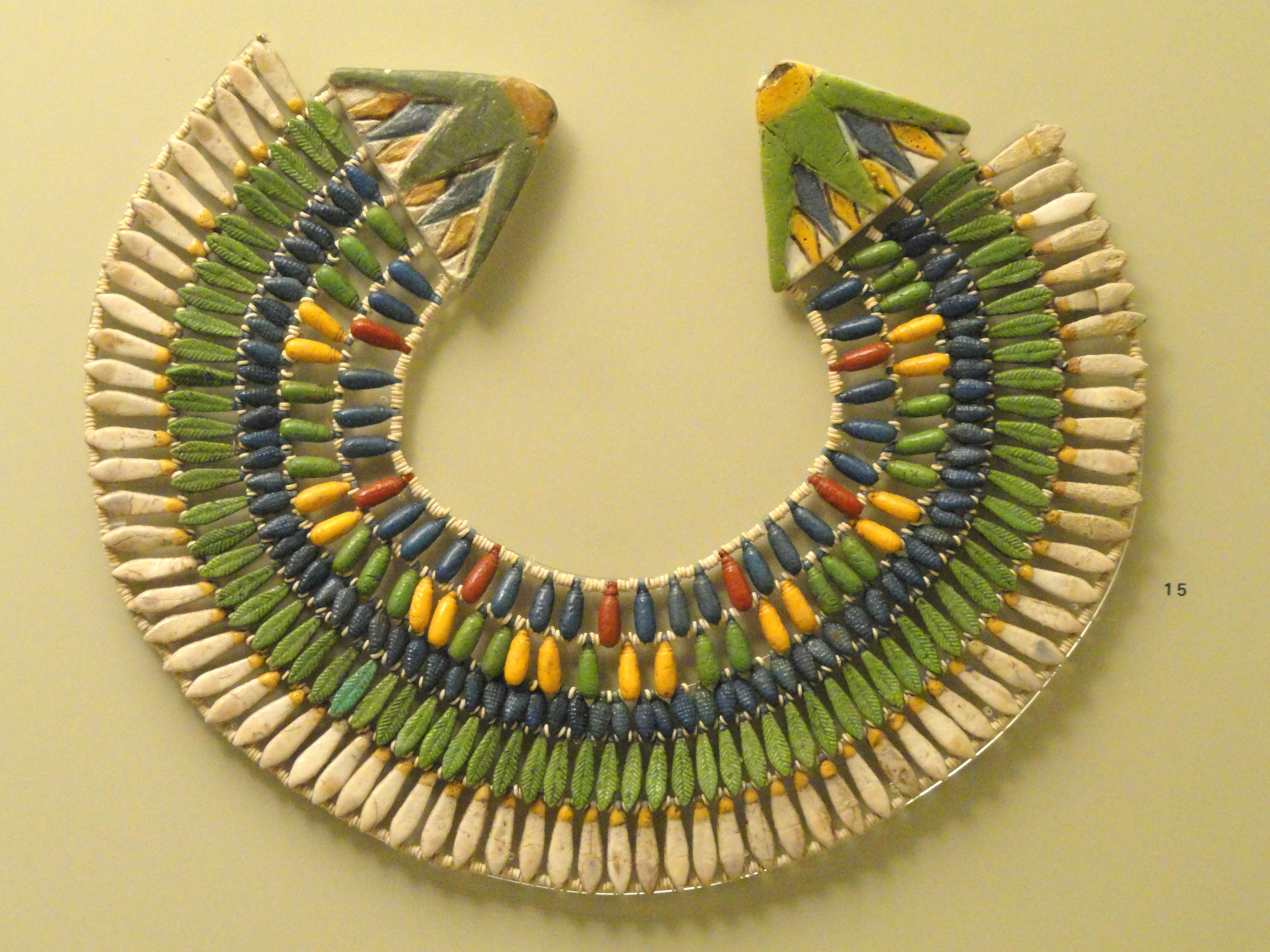
Collar. Royal Ontario Museum (Canadà)
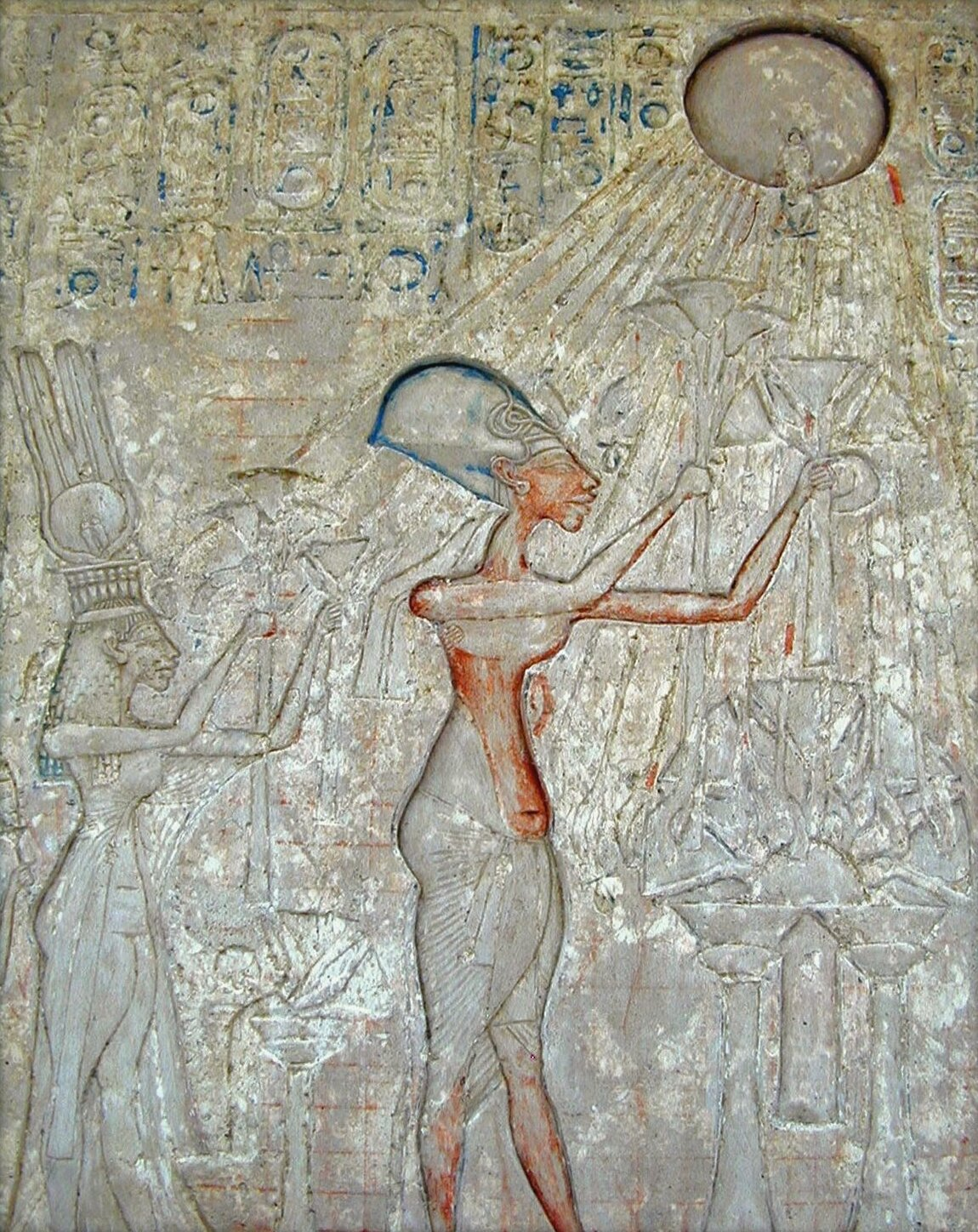
Relleu d'Akhenaton amb Nefertiti adorant a Aton. Museu Egipci de El Caire
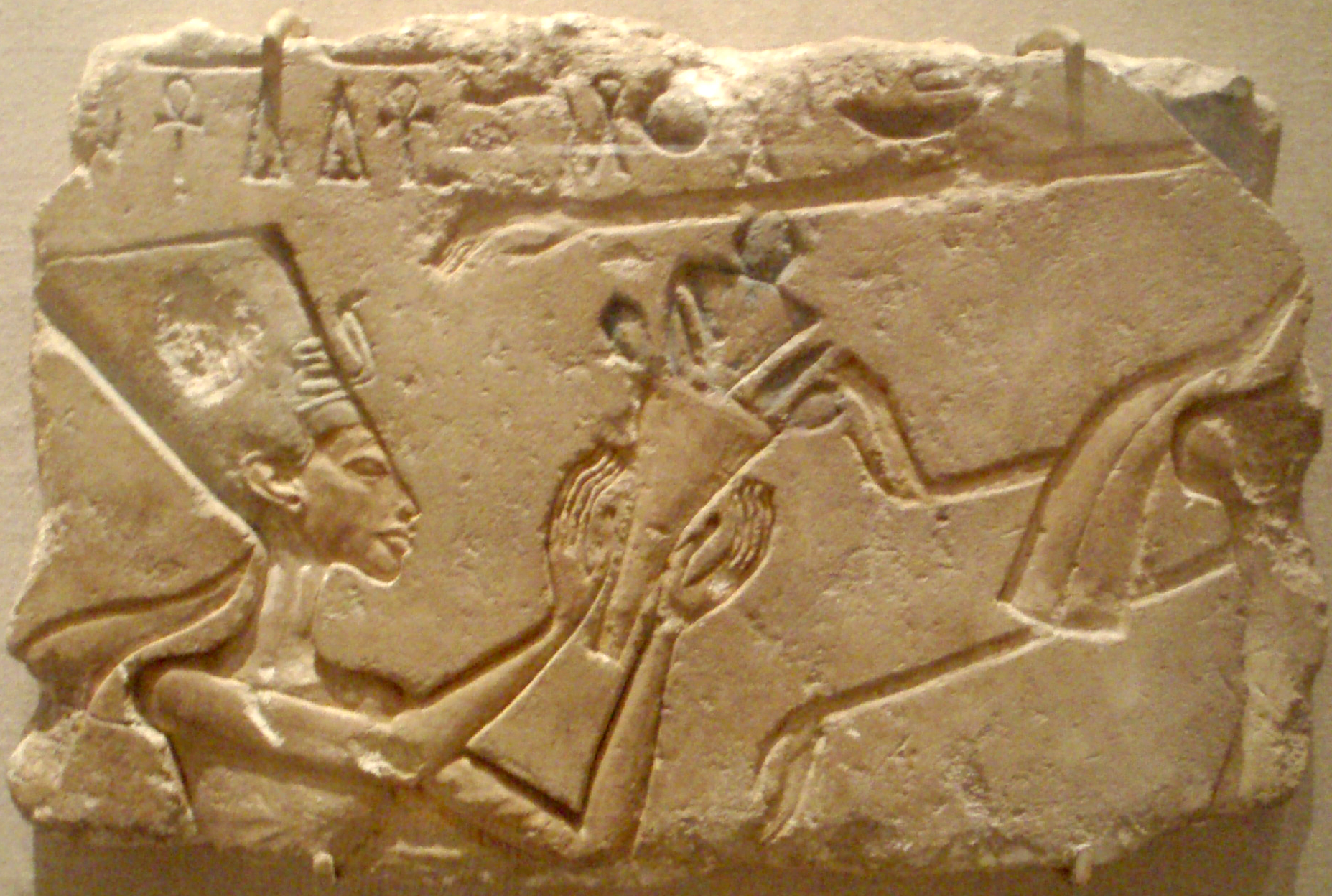
Talatat que representa a Nefertiti adorant a Atón. Museu de Brooklyn.
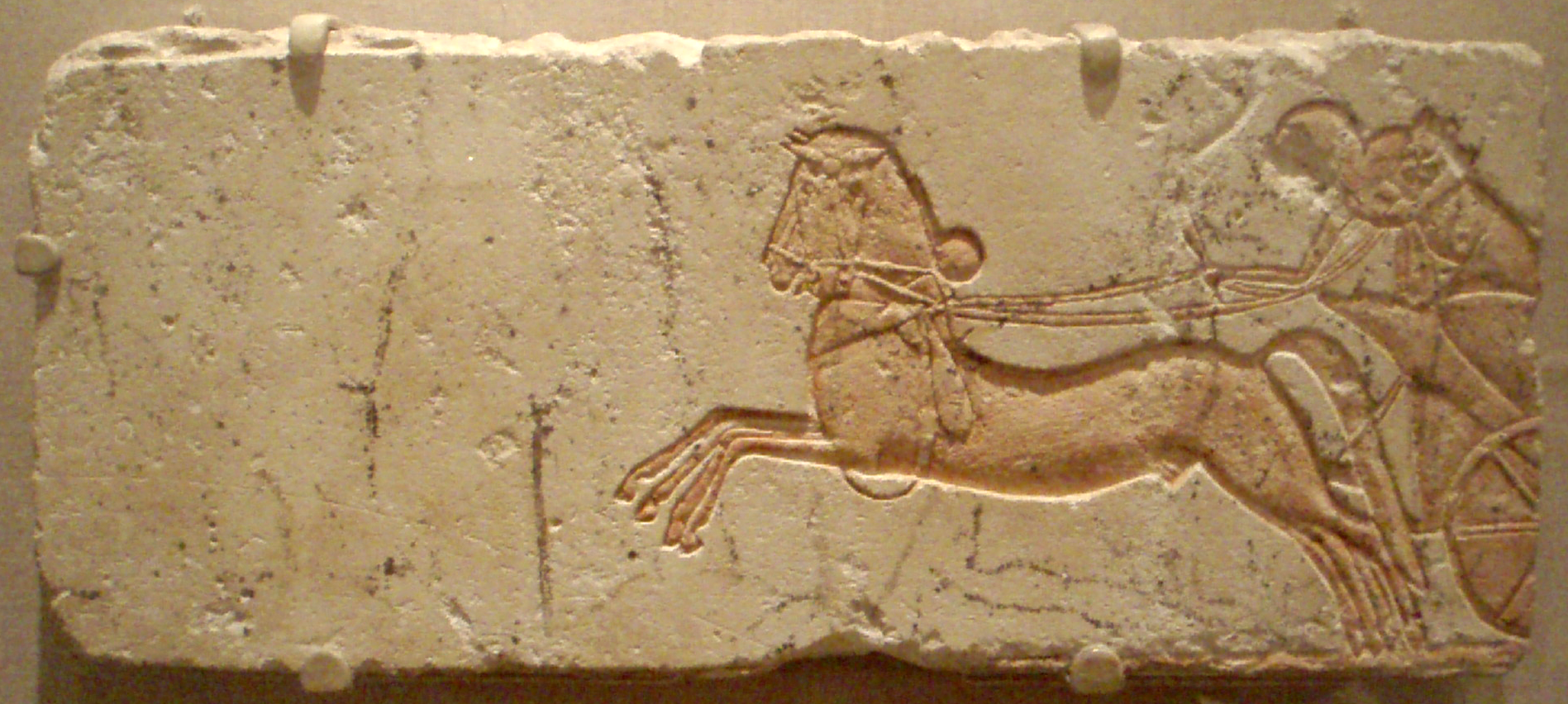
Escena d'un carro. Museu de Brooklyn.
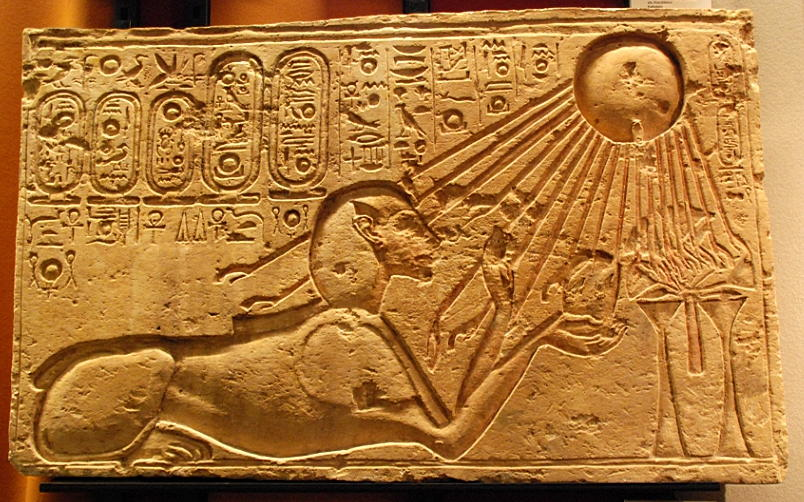
Akenatón representat com una esfinx.
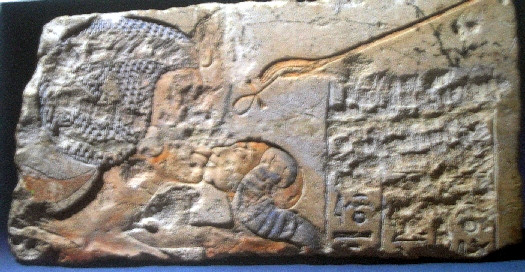
Talatat que representa a la reina Kiya.

## Pintura
Els testimonis de la pintura de l'època d'Amarna són per desgràcia molt escassos, només queden uns pocs exemples del palau reial d'Akhenaton.
Els fragments que s'han conservat pertanyen a dues superfícies de paret de guix i d'algunes superfícies de sòl. Hi ha un fragment esplèndid conservat al Museu de Brooklyn que representa un estany amb canyes. 
La majoria de les pintures d'Amarna es van realitzar estenent directament la capa pictòrica sobre una superfície de guix sec, sense fer un dibuix preparatori.

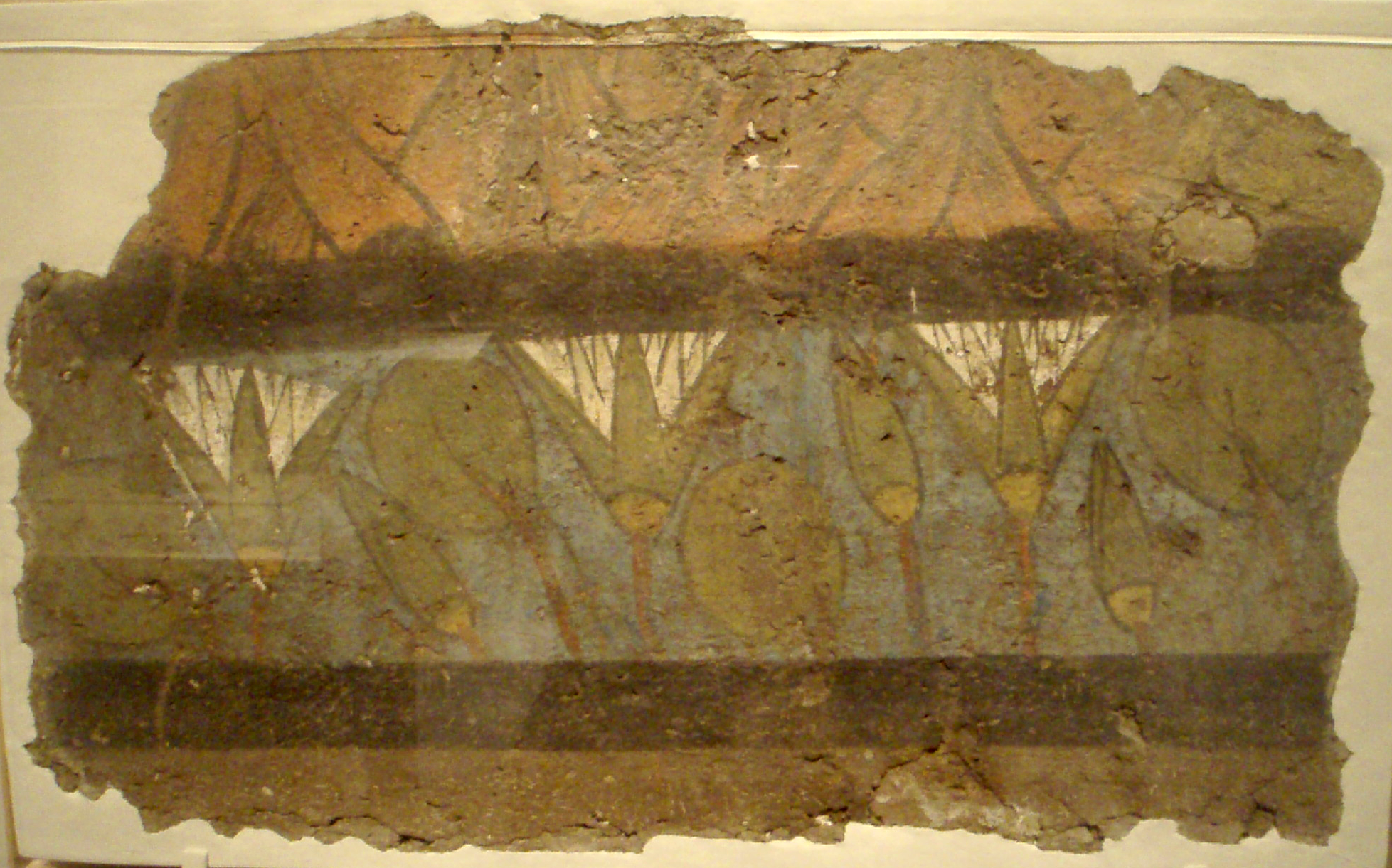
Frescs del palau reial d'Akhenaton, Brooklyn Museum.
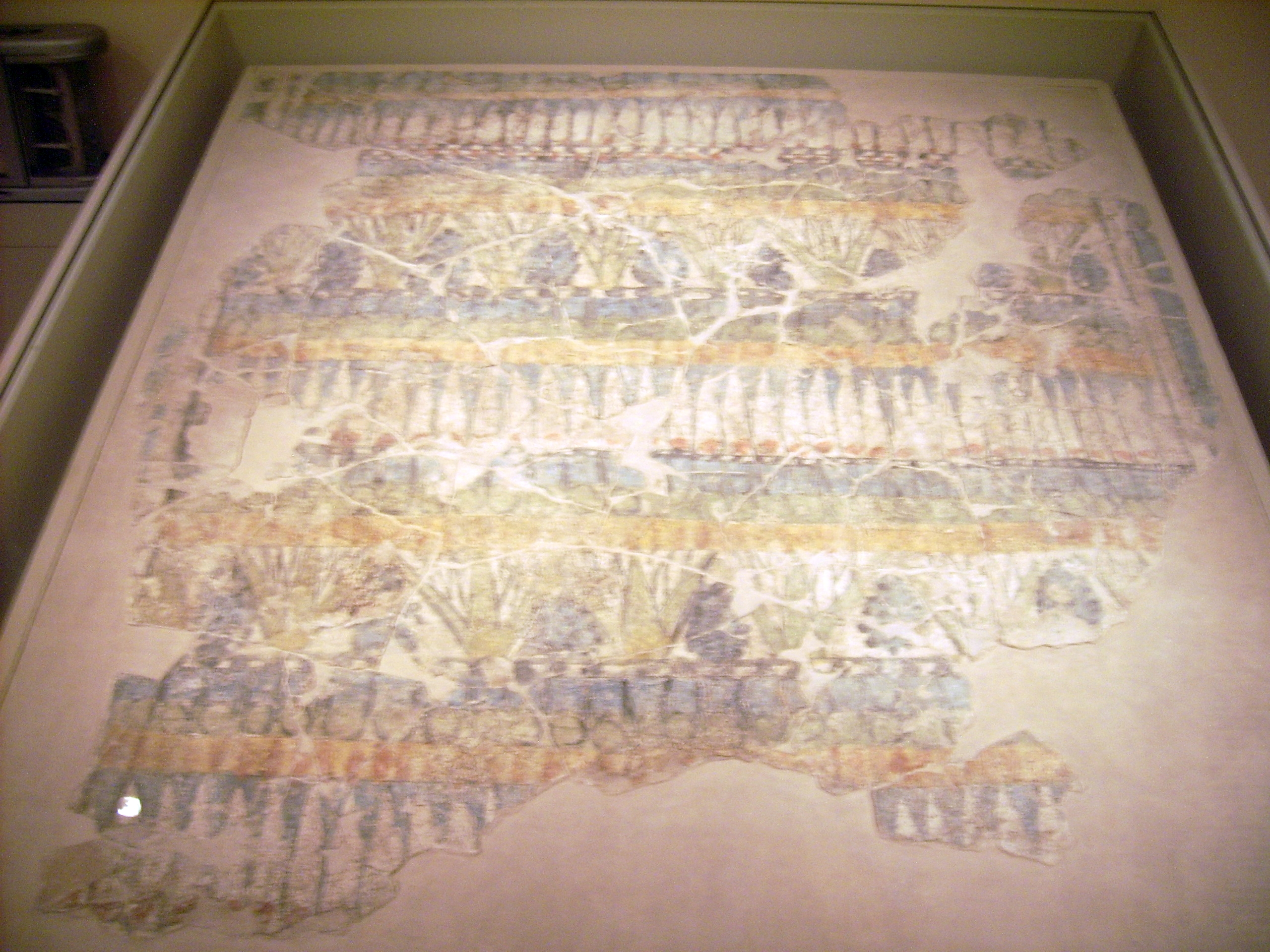
Frescs del palau reial d'Akhenaton, Museu Egipci de Berlín.
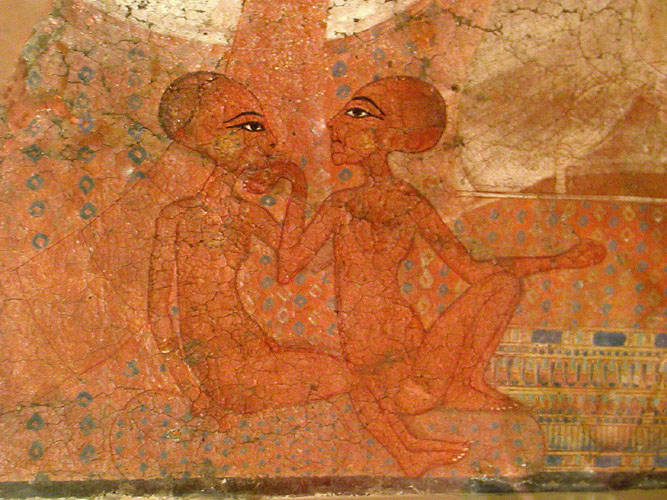
Fresc que representa dues filles d'Akhenaton: Neferneferuaton i Neferneferura, c. 1375-1358 aC